# Fernando Previtali
Fernando Previtali (Adria, provincia de Rovigo, 16 de febrero de 1907 - Roma, 1 de agosto de 1985) fue un compositor y director de orquesta italiano. Compuso obras orquestales (el ballet Alucinaciones, Elegía y fuga para orquesta) y música de cámara (cuartetos y tríos), pero su celebridad se debe a su brillante carrera como director de orquesta. Fue un gran especialista en el repertorio operístico italiano, sobre todo en las obras de Giuseppe Verdi.

## Trayectoria
Estudió en el conservatorio de Turín y , más tarde, con Franco Alfano. Inició su carrera como asistente de dirección de Vittorio Gui en Florencia (1928-1935) y en Génova (1935-1936). 
Fue director artístico de la Orquesta de la RAI de Roma (1936-1953) y fue el encargado de dirigir el ciclo conmemorativo del L aniversario de la muerte de Verdi: grabó entonces las óperas Nabucco, Ernani, La battaglia di Legnano, Il trovatore, y Don Carlo. Dirigió de forma regular en los principales teatros de ópera de Italia y fue el director principal del Teatro Colón de Buenos Aires en los 60. En 1970 fue nombrado director artístico del Teatro Regio de Turín y, posteriormente, del Teatro Comunale de Génova.
Director de la Orquesta de Santa Cecilia entre 1953 y 1973, en 1958 inauguró la temporada de abono de esta orquesta en su nueva sede del Auditorium di Santa Cecilia de la Via Conciliazione. Director también de la propia Accademia nazionale di Santa Cecilia, ocupaba en ella la cátedra de perfeccionamiento de dirección orquestal.

## Estrenos
Previtali dirigió el estreno de Volo di notte de Luigi Dallapiccola y de Rè Hassan y Le Baccanti de Giorgio Federico Ghedini. 

## Textos sobre música
En 1951 publicó una Guida allo studio della direzione d'orchestra (Guía al estudio de la dirección de orquesta).

## Titularidad de orquestas
| Predecesor: Franco Ferrara | Director, Orquesta de la Academia Nacional de Santa Cecilia 1953-1973 | Sucesor: Igor Markevitch |